# Дарини, Пурия
Пурия Дарини (род. 21 марта 1991) — иранский шахматист, гроссмейстер (2013).
В составе сборной Ирана участник 40-й Олимпиады (2012) в Стамбуле.

## Изменения рейтинга
| Графики недоступны из-за технических проблем. См. информацию на Фабрикаторе и на mediawiki.org. |